# Victor Witting

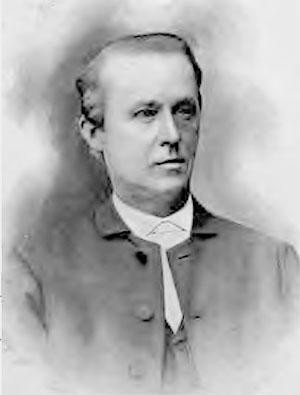
Victor Witting

Victor Witting, född 7 mars 1825 i Malmö, död 1906 i Quincy, Massachusetts, var en svensk-amerikansk predikant och pionjär för Metodistkyrkan i USA och Sverige.

## Biografi
Föräldrarna var kaptenen vid artilleriet Anders Johan Witting och Gustafva Helena Rydberg. I början av 1830-talet flyttade familjen till Landskrona och där gick Witting i skola och fick slutexamen 1836. Samma år fick fadern avsked från armén och familjen flyttade åter till Malmö, där Witting nu började i elementarskolans tredje klass och examinerades efter två år. Men planerna på att ta studentexamen förverkligades inte då fadern saknade medel att skicka sonen till universitetet. 
År 1841 hörde Witting talas om Gustaf Unonius som givit sig av till USA för att anlägga ett svenskt nybygge i Wisconsins urskogar och detta gav honom amerikafeber. Han försökte 1843 att ta hyra på en båt i Helsingör, för att på så sätt ta sig över till Amerika. Han saknade pass och det omintetgjorde den planen, men hemkommen fick han faderns tillåtelse att gå till sjöss och 1845 tog han förste styrmansexamen vid Malmö Navigationsskola. 
Han räddades från en förlisning i svår storm och det ledde till att "misstron eller likgiltigheten för kristendomen [var] bruten och det största hindret för att kunna 'komma till Gud' undanröjt". Sommaren 1847 skulle en samling Erik-jansare, emigrera på ett fartyg destinerat till New York. Witting fick inte hyra, men möjlighet att gratis medfölja för att betjäna emigranterna. I oktober 1847 anlände Witting till New York utan missöden och fortsatte till Chicago, där han anslöt sig till den svenska kolonin, som då inte var större än att de alla kände varandra.
Men Witting lämnade Chicago och begav sig sommaren 1848 till Erik-jansarna i Bishop Hill. Han stannade bara i ett och ett halvt år, men fick där grundlig bibelkunskap och han träffade även sin blivande hustru. Han fick plats på apoteket i Galesburg och makarna flyttade dit. Nyheten om guldfyndigheterna i Kalifornien fick Witting att tillsammans med elva andra svenskar från Galesburg resa dit. Trots att han stannade kvar i guldfälten till 1852, hade han ingen tur, utan kom tillbaka hem tomhänt. Makarna flyttade till Peoria, där Witting fick anställning på ett apotek. Han fick nu uppenbarelser från Gud och började hålla möten och blev lokalpredikant i den första metodistförsamlingen i Peoria. År 1855 utnämndes Witting till vårdhavande predikant i Andover där han stannade i tre år. 
Resten av sitt liv ägnade Witting åt metodistkyrkan och han blev känd både i USA och i Sverige som talare, redaktör och författare. År 1867 och tio år framåt var Witting bosatt i Sverige, där han bidrog till att stärka metodismen. Han var tidningen Sändebudets förste redaktör och utgav under ett antal år månadsskriften Stilla stunder. År 1895 blev han redaktör för Östra Sändebudet.

## Sånger
- Mera om Jesus, Gud, mig lär översättning från engelska till svenska utförd 1895.[1]